# Conner (Apayao)
Conner is een gemeente in de Filipijnse provincie Apayao op het eiland Luzon. Bij de laatste census in 2010 telde de gemeente bijna 25 duizend inwoners.

## Geografie

### Bestuurlijke indeling
Conner is onderverdeeld in de volgende 21 barangays:
| - Allangigan - Banban - Buluan - Caglayan - Calafug - Cupis - Daga - Guinaang - Guinamgaman - Ili - Karikitan | - Katablangan - Malama - Manag - Mawegui - Nabuangan - Paddaoan - Puguin - Ripang - Sacpil - Talifugo |

## Demografie
Conner had bij de census van 2010 een inwoneraantal van 24.811 mensen. Dit waren 2.143 mensen (9,5%) meer dan bij de vorige census van 2007. Ten opzichte van de census van 2000 was het aantal inwoners gegroeid met 4.382 mensen (21,4%). De gemiddelde jaarlijkse groei in die periode kwam daarmee uit op 1,96%, hetgeen hoger was dan het landelijk jaarlijks gemiddelde over deze periode (1,90%).

De bevolkingsdichtheid van Conner was ten tijde van de laatste census, met 24.811 inwoners op 694,3 km², 35,7 mensen per km².